# 疏散时间
在发生事故灾害时，人群从建筑物内及时到达安全地带的疏散时间是减小伤亡事故的重要保证。许多采用建筑防火设计规范的国家都给出了人群安全疏散所需时间的要求以及计算公式。
建筑物内人员的疏散时间一般分为预先反应时间和移动时间。其中移动时间的计算受制于疏散时所经通道不同而采用不同的计算方法，而恐慌状态下人群在出口发生都塞现象更导致移动时间难以计算准确。
疏散时间的计算公式基本上都是根据大量的实际观测所得到的经验公式，通过计算机对疏散过程模拟虽然也可以得到疏散时间，但是对于不同建筑物采用不同模拟软件往往会得到不同的结果。因此计算机模拟基本上还是辅助手段。

## 计算公式
根据一些研究者对火灾群集流动模型的研究，所阐述的人群疏散理论，可以推导出人群疏散时间的计算公式 ：
{\displaystyle T={1 \over fB}\left[N_{a}-\sum _{i=1}^{n}\int _{T_{0}}^{T}f_{i}(t)\,B_{i}(t)\,dt\right]+T_{0}}
各国对于疏散时间的计算公式都是这个公式的简化形式，简化计算公式为：
{\displaystyle T={\frac {N_{a}}{fB}}+{\frac {k_{s}}{v}}}
其中
- T=疏散时间（秒）
- f=通道（门或走廊）中的人群流动系数（人/m*s-1）
- B=通道宽度(m)
- Na=建筑内需要疏散的总人数
- ks=Na中第一个人移动到门或走廊的距离（m）
- v=人群的移动速度（m/s）